# 迈克尔·墨菲
迈克尔·墨菲（英語：Michael Murphy，1973年11月29日—），澳大利亚男子跳水运动员。他曾代表澳大利亚参加1990年和1994年英联邦运动会跳水比赛，获得二枚金牌和一枚银牌。他也曾参加1992年和1996年夏季奥运会。